# خوان إسبينولا
خوان إسبينولا (بالإسبانية: Juan Espínola)‏ هو لاعب كرة قدم باراغواياني في مركز الدفاع، ولد في 12 يوليو 1953 في أسونسيون في باراغواي. شارك مع منتخب باراغواي لكرة القدم. أما مع النوادي، فقد لعب مع نادي ليبرتاد.

## وصلات خارجية
- خوان إسبينولا على موقع الاتحاد الدولي (مؤرشف)  (الإنجليزية)
- خوان إسبينولا على موقع ناشيونال فوتبول تيمز (الإنجليزية)
- خوان إسبينولا على موقع عالم كرة القدم.نت (الإنجليزية)